# 狭茎栗寄生
狭茎栗寄生（学名：Korthalsella japonica var. fasciculata）为桑寄生科栗寄生属下的一个变种。